# 신용등급

S&P의 유럽 국가 등급 (2013년 1월):
AAA
AA
A
BBB
BB
B
CC
등급 매기지 않음

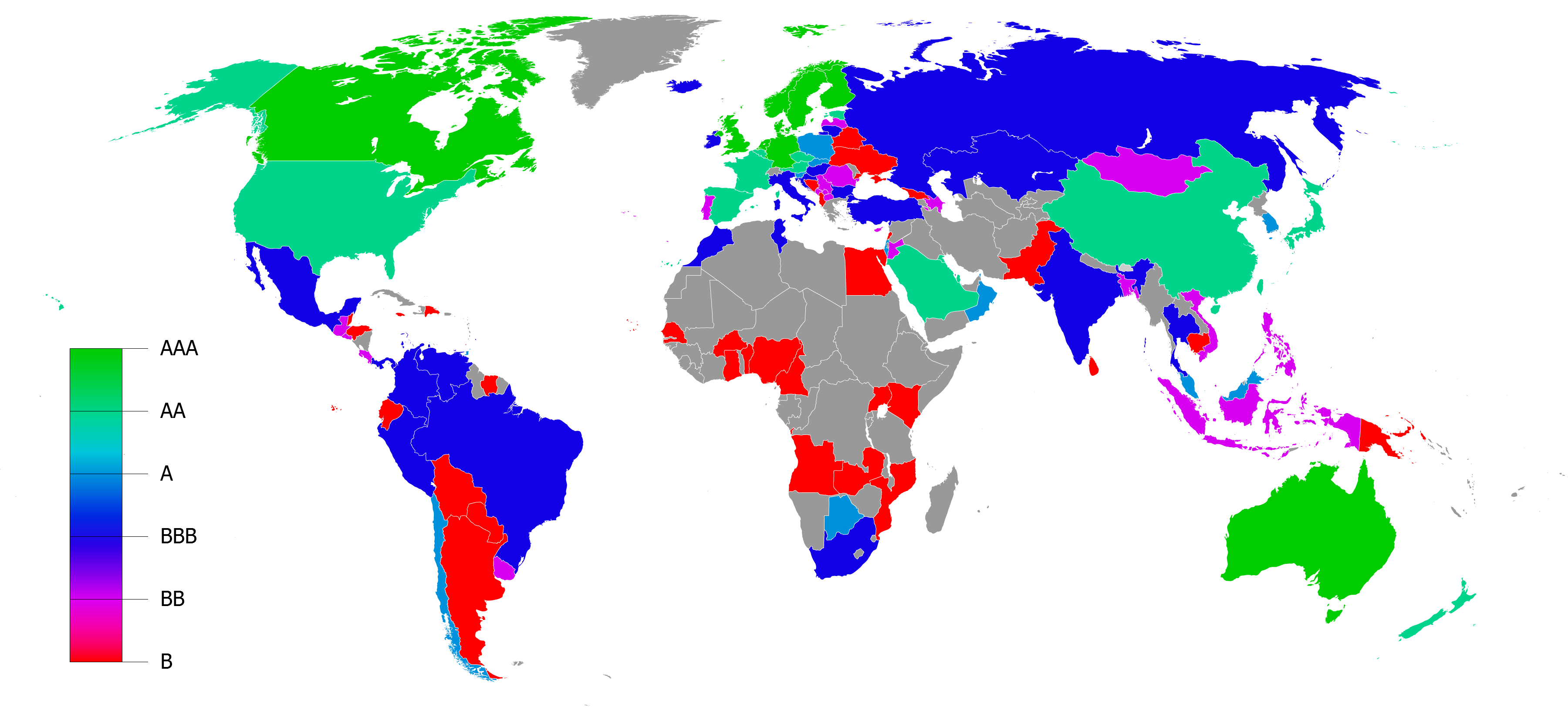
스탠더드 앤드 푸어스의 세계 국가등급 (2012년 1월):

신용등급(信用等級)은 특정한 종류의 채무, 구체적으로 말해 기업이나 정부와 같은 사업체가 발행한 채무를 발행한 자의 신용 가치를 평가한 등급이다. 이는 채무불이행 가능성이 있는 채무 발행자의 신용등급기관의 평가이다. 신용등급은 신용등급기관이 결정한다. 신용등급은 기업이나 정부에 대한 질적, 양적인 정보의 신용등급기관의 평가를 대변한다. 여기에는 신용등급기관 분석가들이 수집한 비공식 정보도 포함된다. 신용등급은 수학 공식에 기반하지 않는다. 그 대신 신용등급기관들은 기업이나 정부에 등급을 제공하는 데에 어떠한 공식, 사적 정보가 고려되어야 하는지를 결정하는 저들만의 판단과 경험을 이용한다. 신용등급이 좋지 않다는 것은 장기간의 경제적 전망의 분석 등 기관의 분석에 기반하여, 기업이나 정부가 채무불이행 가능성이 높다는 신용등급기관들의 의견을 말한다.

## 국가신용등급
| 현재 순위 | 이전 순위 | 나라       | 총점  |
| --------- | --------- | ---------- | ----- |
| 1         | 1         | 노르웨이   | 92.44 |
| 2         | 6         | 룩셈부르크 | 90.86 |
| 3         | 2         | 스위스     | 90.20 |
| 4         | 4         | 덴마크     | 89.07 |
| 5         | 3         | 스웨덴     | 88.72 |
| 6         | 12        | 싱가포르   | 87.65 |
| 7         | 5         | 핀란드     | 87.31 |
| 8         | 7         | 캐나다     | 87.24 |
| 9         | 6         | 네덜란드   | 86.97 |
| 10        | 13        | 독일       | 85.73 |

국가신용등급은 정부와 같은 주권적 실체의 신용등급이다. 국가신용등급은 한 나라의 투자 환경의 위험 수준을 나타내며, 해외에 투자하려는 투자자가 이를 이용한다. 정치적 위험도 고려 사항에 포함된다.

## 단기등급
단기등급은 개인이 1년 내에 일으킬 수 있는 채무불이행의 확률 요인이다. 오랜 시간에 걸쳐 평가되는 장기등급과는 반대된다. 과거에는 투자자들이 장기등급을 고려하는 것을 선호하였으나 오늘날에는 단기등급이 일반적으로 쓰인다.

## 기업신용등급
기업의 신용등급은 채권과 같은 채무 유가증권의 잠재적 투자자들에 대한 금융 지시자이다. 신용등급은 일반적으로 기업 전반이 아닌 채권과 같은 금융 상품에 대한 것이다. 이러한 등급들은 A. M. 베스트, 던 앤드 브레드스트리트, 스탠더드 앤드 푸어스, 무디스, 피치 그룹과 같은 신용등급기관들이 할당하며 A, B, C와 같은 문자들을 이용하여 등급을 매긴다. 스탠더드 앤드 푸어스의 등급 기준은 가장 높은 것부터 가장 낮은 것까지 AAA, AA+, AA, AA-, A+, A, A-, BBB+, BBB, BBB-, BB+, BB, BB-, B+, B, B-, CCC+, CCC, CCC-, CC, C, D 순으로 이어진다. BBB-보다 낮은 등급은 투기 또는 정크 본드로 간주된다. 무디스의 등급 체계는 개념이 비슷하지만 약간 다른 이름을 사용한다. 가장 높은 것부터 가장 낮은 것까지 Aaa, Aa1, Aa2, Aa3, A1, A2, A3, Baa1, Baa2, Baa3, Ba1, Ba2, Ba3, B1, B2, B3, Caa1, Caa2, Caa3, Ca, C 순이다.
A. M. 베스트는 가장 높은 것부터 가장 낮은 것까지 A++, A+, A, A-, B++, B+, B, B-, C++, C+, C, C-, D, E, F, S 순의 등급을 사용한다. CTRISKS의 등급 체계는 CT3A, CT2A, CT1A, CT3B, CT2B, CT1B, CT3C, CT2C, CT1C 순이다. 이 모든 CTRISKS 등급은 연중 채무불이행의 확률을 도표화한 것이다.
| 무디스 | 무디스            | S&P  | S&P  | 피치 | 피치 |                                                                                    |
| ------ | ----------------- | ---- | ---- | ---- | ---- | ---------------------------------------------------------------------------------- |
| 장기   | 단기              | 장기 | 단기 | 장기 | 단기 |                                                                                    |
| Aaa    | P-1               | AAA  | A-1+ | AAA  | F1+  | 우수 (Prime)                                                                       |
| Aa1    | P-1               | AA+  | A-1+ | AA+  | F1+  | 높은 등급 (High grade)                                                             |
| Aa2    | P-1               | AA   | A-1+ | AA   | F1+  | 높은 등급 (High grade)                                                             |
| Aa3    | P-1               | AA-  | A-1+ | AA-  | F1+  | 높은 등급 (High grade)                                                             |
| A1     | P-1               | A+   | A-1  | A+   | F1   | 상중 등급(Upper medium grade)                                                      |
| A2     | P-1               | A    | A-1  | A    | F1   | 상중 등급(Upper medium grade)                                                      |
| A3     | P-2               | A-   | A-2  | A-   | F2   | 상중 등급(Upper medium grade)                                                      |
| Baa1   | P-2               | BBB+ | A-2  | BBB+ | F2   | 저중 등급(Lower medium grade)                                                      |
| Baa2   | P-3               | BBB  | A-3  | BBB  | F3   | 저중 등급(Lower medium grade)                                                      |
| Baa3   | P-3               | BBB- | A-3  | BBB- | F3   | 저중 등급(Lower medium grade)                                                      |
| Ba1    | 우수(P) 등급 아님 | BB+  | B    | BB+  | B    | 투자 부적격(Non-investment grade) 투기(speculative)                                |
| Ba2    | 우수(P) 등급 아님 | BB   | B    | BB   | B    | 투자 부적격(Non-investment grade) 투기(speculative)                                |
| Ba3    | 우수(P) 등급 아님 | BB-  | B    | BB-  | B    | 투자 부적격(Non-investment grade) 투기(speculative)                                |
| B1     | 우수(P) 등급 아님 | B+   | B    | B+   | B    | 강한 투기(Highly speculative)                                                      |
| B2     | 우수(P) 등급 아님 | B    | B    | B    | B    | 강한 투기(Highly speculative)                                                      |
| B3     | 우수(P) 등급 아님 | B-   | B    | B-   | B    | 강한 투기(Highly speculative)                                                      |
| Caa1   | 우수(P) 등급 아님 | CCC+ | C    | CCC  | C    | 잠재적 위험(Substantial risks)                                                     |
| Caa2   | 우수(P) 등급 아님 | CCC  | C    | CCC  | C    | 극심한 투기(Extremely speculative)                                                 |
| Caa3   | 우수(P) 등급 아님 | CCC- | C    | CCC  | C    | 회복 가능성이 거의 없는 채무 불이행 (In default with little prospect for recovery) |
| Ca     | 우수(P) 등급 아님 | CC   | C    | CCC  | C    | 회복 가능성이 거의 없는 채무 불이행 (In default with little prospect for recovery) |
| Ca     | 우수(P) 등급 아님 | C    | C    | CCC  | C    | 회복 가능성이 거의 없는 채무 불이행 (In default with little prospect for recovery) |
| C      | 우수(P) 등급 아님 | D    | /    | DDD  | /    | 채무불이행(In default)                                                             |
| /      | 우수(P) 등급 아님 | D    | /    | DD   | /    | 채무불이행(In default)                                                             |
| /      | 우수(P) 등급 아님 | D    | /    | D    | /    | 채무불이행(In default)                                                             |

## 신용등급기관
최대 신용등급기관은 던 앤드 브레드스트리트, 무디스, 스탠더드 앤드 푸어스, 피치 레이팅스이다.
다른 기관으로는 A. M. 베스트 (미국), 베다 어드밴티지 (오스트레일리아), 이건-존스 레이팅스 컴퍼니 (미국), 글로벌 크레딧 레이팅스 (남아프리카), 일본격부연구소 (일본), 무로스 레이팅스 (러시아), Rapid Ratings International (미국)이 있다.

## 신용평가제도
기업이 대출을 받거나 회사채 또는 어음을 발행할 때 원리금을 갚을 수 있는 능력 여부를 등급으로 매겨 금융기관이나 투자자가 판단을 내릴 수 있도록 하는 제도이다. 대한민국은 한 기업에 대하여 1개의 신용평가회사만이 평가등급을 매기는 단수평가제도를 채택하고 있어 평가의 객관성이 문제되고 있다.

## 같이 보기
- 나라별 신용등급 목록
- 나라별 공채 목록 (en)
- 나라별 정부 예산 (en)
- 나라별 GDP 대비 조세 수입 목록 (en)

개인
- 신용정보
- 신용점수